# Sans dessous dessus
Albums de Diane Dufresne
Diane
(1991) Diane
(1992)
Sans dessous dessus est une compilation de la chanteuse québécoise Diane Dufresne, éditée en 1991 uniquement pour le marché japonais. La chanson Sans dessous dessus est en fait la première version du titre Le Locataire paru sur l'album Détournement majeur en 1993.

## Édition CD

### Titres
| No  | Titre                                               | Paroles               | Musique               | Durée |
| --- | --------------------------------------------------- | --------------------- | --------------------- | ----- |
| 1.  | Sans dessous dessus                                 | Diane Dufresne        | Yves Laferrière       | 4:09  |
| 2.  | Top Secret                                          | Pierre Grosz          | Claude Engel          | 3:59  |
| 3.  | Parlez-moi d'amour                                  | Jean Lenoir           | Jean Lenoir           | 3:54  |
| 4.  | Somewhere Over The Rainbow                          | E.Y. Harburg          | Harold Arlen          | 3:03  |
| 5.  | Les dessous chics                                   | Serge Gainsbourg      | Serge Gainsbourg      | 3:05  |
| 6.  | La vie en rose                                      | Édith Piaf            | Louiguy               | 3:31  |
| 7.  | Kabuki                                              | Pierre Grosz          | Claude Engel          | 3:59  |
| 8.  | Vous aurez de mes nouvelles par les journaux        | Pierre Grosz          | Claude Engel          | 2:42  |
| 9.  | Désir                                               | Pierre Grosz          | Lewis Furey           | 3:43  |
| 10. | Addio Del Passato (de l'opéra La Traviata de Verdi) | Francesco Maria Piave | Giuseppe Verdi        | 3:38  |
| 11. | Fascination                                         | Maurice De Féraudy    | Fermo Dante Marchetti | 3:50  |

## Crédits
- Musiciens : Multiples
- Label : Victor